# Leopold Dejworek
Leopold Dejworek (* 1952) ist ein ehemaliger polnischer Basketballnationalspieler und -trainer.

## Laufbahn
Dejworek spielte für die polnischen Vereine Resovia Rzeszów und Zagłębie Sosnowiec sowie die polnische Nationalmannschaft (64 Länderspiele). Er war Spieler des deutschen Zweitligisten TG Hanau, ehe er zur Saison 1981/82 zum deutschen Bundesligisten USC Bayreuth wechselte. Im Januar 1982 übernahm der 1,97 Meter große Flügelspieler das Amt des Spielertrainers in Bayreuth und führte die Mannschaft in der Bundesliga auf den fünften Platz, was damals das beste Saisonergebnis der Vereinsgeschichte bedeutete. Während der Saison 1982/83 war Dejworek wieder ausschließlich als Spieler für Bayreuth tätig, vor dem Beginn der Meisterrunde wurde er wegen Meinungsverschiedenheiten mit Trainer Tom Schneeman beurlaubt.
1988 stieg Dejworek als Spieler mit dem SSV Ulm in die Bundesliga auf. Er wechselte als Spielertrainer zum SV Oberelchingen und führte die Mannschaft 1989 zum Oberliga-Aufstieg und ein Jahr später in die Regionalliga. Er war beim VfL Marburg tätig, im Frühjahr 1994 war er kurzzeitig Trainer des Erstligisten SG Braunschweig, es kam aber wieder zur Trennung, nachdem das erste Spiel unter seiner Leitung hoch verloren worden war.
Hauptberuflich wurde Dejworek nach dem Ende seiner Leistungssportkarriere als Diplom-Sportlehrer am Querschnittgelähmtenzentrum in Ulm tätig.
Dem Basketball blieb er treu: Er war lange Jugend- und Herrentrainer bei der BG Illertal. 2015 wurde Dejworek Trainer der SV Böblingen. Zudem engagierte er sich stark für den Rollstuhlbasketball und wurde im Mai 2017 mit der silbernen Ehrennadel des Deutschen Rollstuhl-Sportverbandes ausgezeichnet.
Seine Söhne Philip, Michael und Nils wurden ebenfalls Leistungsbasketballer.